# The Dictionary of Obscure Sorrows
The Dictionary of Obscure Sorrows (lit. el diccionari de les penes obscures) és una pàgina web, un canal de YouTube i més tard també un llibre, creats tots per John Koenig. En aquests, Koenig inventa neologismes per posar nom a emocions molt específiques que fins ara no en tenien.
La web del diccionari està formada per les descripcions de les paraules (tal com ho faria un diccionari estàndard), mentre que el canal de YouTube expandeix el concepte d'algunes d'aquestes paraules mitjançant assajos filosòfics. El llibre, gestat durant 12 anys i publicat el novembre de 2021, recull les paraules que hi havia fins ara a la pàgina web, les amplia afegint (molts) termes nous, i inclou també assajos similars als del canal de YouTube. Els neologismes són completament obra de Koenig, però per a crear-los es basa en l'estudi d'etimologies, així com en prefixos, sufixos, i arrels de paraula ja existents. Els termes sovint parlen de "sentiments d'existencialisme", i pretenen omplir els buits existents en la llengua (buits que sovint són els propis lectors qui els posen sobre la taula, enviant-li a Koenig la descripció d'una emoció sense nom). Alguns dels vídeos del canal de YouTube inclouen una gran quantitat de fotografies, com és el cas de l'assaig sobre Vemödalen, que ens mostra un vídeo creat a partir de 465 fotos similars fetes per fotògrafs diferents. Altres vídeos són més personals, com el d'Avenoir, que és "un collage de les seves pròpies gravacions domèstiques, utilitzades per a explorar la condició lineal de la vida".
Està previst que el llibre oficial de The Dictionary of Obscure Sorrows surti a la venda el 16 de Novembre de 2021, sota l'editorial Simon & Schuster.

## Història
La idea del diccionari se li va acudir a Koenig quan era un estudiant de la Universitat de Macalester, a Minnesota, temps en el qual Koenig intentava escriure poesia. Va imaginar un diccionari que contindria totes les paraules que necessitava per a fer poesia, incloses algunes emocions que mai havien estat descrites. La popularitat del lloc web i de la sèrie van començar a créixer el Juny de 2015, després que es va fer relativament viral a les xarxes socials una llista de 23 de les seves paraules.

## Recepció crítica
El diari The Times of India es va referir al diccionari com "una encantadora pàgina web per etimòlegs i artífices de la paraula". Sharanya Manivannan, escrivint per a The New Indian Express, va descriure el diccionari com "un bonic experiment" Eley Williams, escrivint sobre diccionaris ficticis pel The Guardian va dir que era "a estones commovedor i juganer, oferint respostes lèxiques i lingüístiques a les llacunes de l'expressió quotidiana".